# Oosterhout
Oosterhout – miejscowość w holenderskiej prowincji Brabancja Północna. W styczniu 2007 r. miasto miało 53 278 mieszkańców.
Miasto w przeszłości cieszyło się znaczącą swobodą religijną, co zaowocowało dużą liczbą obiektów zabytkowych o charakterze religijnym. Do obiektów o znaczeniu turystycznym należą m.in.:
- klasztor Blauwe Camer z XV wieku, od 1647 zasiedlony przez norbertanki, które do dziś zajmują się konserwacją starych ksiąg,
- cztery niewielkie zameczki (De Slotjes, dawniej było ich siedem, ale nie wszystkie się zachowały): Huize Borsselen, Huize Braeckesteijn, Huize Limburg oraz Huize Beveren. Obiekty w większości niedostępne. Dawniej zamieszkane przez rycerzy maltańskich,
- opactwo św. Pawła – klasztor benedyktynów, zajmujących się restauracją starych obrazów,
- ruiny van Strijen – pozostałości twierdzy z XIII wieku (zachowana jest jedynie wieża De Slotbossetoren o wysokości 26 metrów); cegły z zamku mieszkańcy wykorzystali do budowy domostw już w XVI wieku,
- bazylika św. Jana (St. Jans basiliek) z XV wieku z nieukończoną wieżą z XVI wieku,
- Muzeum Zabawek zawierające kolekcję z całego świata (Speelgoedmuseum),
- Muzeum Piekarnictwa (Bakkersmuseum) – piekarnia z początków XX wieku ze stosowną ekspozycją.
- Polski Honorowy Cmentarz Wojskowy

Z miastem wiąże się postać Willema van Duivenvoorde, jednego z najbogatszych Europejczyków XIV wieku, restauratora zamku van Strijen.